# 民主柬埔寨国民军
民主柬埔寨国民军是1979年至1990年代末期由红色高棉领导的一支游击队。
1979年，柬埔寨遭受越南入侵，金边陷落，但柬埔寨革命军的主力得以保全。1979年12月，柬埔寨共产党将柬埔寨革命军改组为民主柬埔寨国民军，以对抗越南人民军及柬埔寨人民革命武装力量。在1980年代，民主柬埔寨国民军被认为是抵抗越南侵略的唯一有效的战斗力量。
民主柬埔寨国民军的第一任总司令是波尔布特。1985年，宋成名义上取代波尔布特就任总司令，但波尔布特仍保持着对国民军的控制。国民军内部分为以波尔布特与塔莫克为首、以乔森潘和英萨利为首的两个派系。
柬埔寨国民军采用恐怖手段发动袭击，包括谋杀、破坏经济资源等。他们成功招募士兵要归功于柬埔寨人对越南人的传统仇恨。泰柬边境的马莱山是其重要根据地。
1999年3月6日，柬埔寨国民军的领导人塔莫克在安隆汶被政府军抓获，自此红色高棉势力不复存在。